# Matteson (Illinois)
Matteson est un village situé dans le comté de Cook en proche banlieue de Chicago dans l'État de l'Illinois aux États-Unis. C'est à Matteson que se trouve l'extrémité sud de la Pulaski Road.

## Source
- (en) Cet article est partiellement ou en totalité issu de l’article de Wikipédia en anglais intitulé « Matteson, Illinois » (voir la liste des auteurs).